# Фосфид лантана(III)
Фосфид лантана(III) — бинарное неорганическое соединение металла лантана и фосфора с формулой LaP, чёрные кристаллы, реагируют с водой.

## Получение
- Нагревание металлического лантана с избытком фосфора в вакууме:

{\displaystyle {\mathsf {La+P\ {\xrightarrow {400-500^{o}C}}\ LaP}}}

## Физические свойства
Фосфид лантана(III) образует чёрные кристаллы кубической сингонии, пространственная группа F m3m, параметры ячейки a = 0,601 нм, Z = 4.

## Химические свойства
- Реагирует с водой:

{\displaystyle {\mathsf {LaP+3H_{2}O\ {\xrightarrow {400-500^{o}C}}\ La(OH)_{3}+PH_{3}\uparrow }}}